# Jakob Hogensee
Jakob Hogensee, auch: Hoonsee (* 25. Juli 1495; † 26. Januar 1573 in Stolp, Pommern) war ein lutherischer Theologe, der nach Einführung der Reformation in Pommern die neue Superintendentur Stolp von 1535 bis 1573 innehatte.

## Leben und Wirken
Jacob Hogensee kam aus Preußen (wahrscheinlich Polnisch-Preußen). Er studierte in Wittenberg bei Martin Luther und ging danach nach Danzig, wo er 1520 in dessen Sinn gepredigt haben soll. Er musste die Stadt verlassen und kam 1523 in das pommersche Stolp. Dort wurde er Ende 1525 von Herzog Georg als neuer Prediger an der St. Marienkirche eingesetzt, zur Beruhigung der aufgebrachten antikatholischen Bevölkerung. (Pommern war offiziell in dieser Zeit noch katholisch).
Im Jahre 1535 wurde Hogensee nach Einführung der Reformation von Johannes Bugenhagen zum ersten evangelischen Superintendenten im Stolpschen ernannt. Dabei wurde ihm das ius ordinandi (das Recht zur Ordination von Pfarrern) verliehen.
Jacob Hogensee war in der Stadt sehr beliebt. Er hatte den Ruf eines frommen und gelehrten Theologen sowie eines beredten Predigers, der mitunter mit Philipp Melanchthon verglichen wurde, weil er ihm an Gesichtsbildung sehr ähnlich war, auch der Sanftmut und Redlichkeit nach. Er lehnte mehrere Angebote für lukrativere Pfarrstellen in Königsberg, Reval, und an anderen Orten ab.
1566 war Hogensee Teilnehmer eines Konvents in Stettin zur Vorbereitung eines Kolloquiums mit pfälzischen und niederländischen Theologen.
Er starb in seinem 50. Amtsjahr.